# Kročja vas
Kročja vas (nemško Krottendorf) je naselje v Občini Vernberk v Okraju Beljak-dežela na Koroškem v Avstriji.